# Microbe (cómic)
Zachary Smith, alias Microbe —Microbio en España— es un superhéroe ficticio creado por Skottie Yong y Zeb Wells para Marvel Comics. Debutado en la serie de New Warriors. Es un mutante con la capacidad de comunicarse con los gérmenes y otros organismos microscópicos.
En Civil War, el está entre los miembros responsables de los New Warriors por haber causado el evento que generaría el conflicto entre los héroes de Marvel y el acta de registro superhumano.

## Historia

### Origen
Cuando el joven y huérfano multimillonario Dwayne Taylor se vuelve el propietario de la "Fundación Taylor", la empresa toma un rumbo por realizar investigaciones farmacéuticas y de enfermedades degenerativas, principalmente el cáncer. Uno de los científicos en ser reclutados es Zach Smith, que logró sorprender por el descubrimiento de una bacteria capaz de detener la descomposición de la leche. Al cabo de dos meses, Smith continuo sorprendiendo a la fundación Taylor con un nuevo descubrimiento sobre una supuesta bacteria capaz de "consumir" las células de cáncer.
No obstante se revela de manera inesperada que los asombrosos descubrimientos de Smith no eran más que la obra de los poderes de su hijo, Zachary Smith Jr. quien al ser un mutante capaz de "hablar" con los microorganismos fue el responsable del anormal comportamiento de las bacterias. Al descubrir esto, Zachary Smith padre decide irse a Escocia a probar que su trabajo era producto de su esfuerzo y no su hijo, jurando en el proceso no querer volver a ver a su propio hijo. Para cuando Dwayne encontró a Smith de nuevo este lo encontró muerto por haber intentado probar la bacteria comecáncer sobre sí mismo sin la ayuda de su hijo.
Quedando huérfano a la corta edad de diecisiete años y sin tener a donde ir, Dwayne decide adoptar a Zachary como un pupilo y le enseña a controlar sus habilidades mutantes, adoptando el alias Microbe. 

### Nuevos Guerreros
Al poco tiempo Microbe se unió a una nueva versión del equipo de jóvenes héroes, Los nuevos guerreros, quienes en ese entonces buscaban popularidad al realizar un "reality show" sobre sus aventuras. Al formar parte de los nuevos guerreros Microbe acabaría enfrentándose a algunos villanos como Tiger Shark, Armadillo, Red Ghost, Super Apes, Terrax y el Corruptor.

### Guerra Civil
Después de pasar por una desafortunada temporada en la que el grupo no conseguiría pelear con "dignos adversarios". En uno de los programas, el grupo invadió una casa en Stamford en donde se encontraba  Nitro. Aquella interrupción hizo que este explotase, asesinando a 612 civiles, 60 de los cuales eran niños. Como consecuencia, todos los nuevos guerreros fallecieron, incluyendo Microbe.

## Poderes
Como un mutante, Zach era poseedor de una condición genética que le hacía tener poderes por naturalidad. En su caso en particular la capacidad de comunicarse con los gérmenes, bacterias y otros organismos microscópicos. Si bien nunca se llega aclarar el límite del control que Microbe puede ejercer sobre los gérmenes, Zach llegó a controlar involuntariamente a varias bacterias de hacer la voluntad de su padre sin darse cuenta de que incluía evitar la descomposición de productos lácteos o incluso detener el avance de enfermedades terminales como el cáncer al hacer que las bacterias consumieran las células descontroladas.
Tras asumir el manto de Microbe, este adquirió un mejor control sobre sus habilidades que utilizaría de diferentes maneras dependiendo de su rival como cuando uso a varias bacterias para oxidar el traje del villano Hombre de Cobalto.

## En otros medios

### Televisión
- Matthew Moy estaba listo para interpretar a Microbe en la serie de televisión acción en vivo Nuevos Guerreros antes de que fuera cancelada.[2][3][4]